# Holzfällersiedlung
Eine Holzfällersiedlung (auch Waldarbeitersiedlung oder Forstkolonie) ist eine Siedlung für Waldarbeiter.
Um die teils stundenlangen Anmarschwege zu verkürzen, entstanden um und in bewirtschafteten Wäldern oftmals eigene Siedlungen, die man entweder mit dem Niedergang der Forstwirtschaft später aufgab oder die zur Keimzelle eines neuen Ortes wurden und teilweise zu Städten aufstiegen.
Holzfällersiedlungen entstanden typischerweise bei forstwirtschaftlichen oder holzverarbeitenden Betrieben oder bei Betrieben, die Holz in großem Ausmaß benötigten, etwa Bergwerken oder Glashütten.

## Beispiele
Bastesiedlung